# Schoolcraft County
Schoolcraft County är ett administrativt område i delstaten Michigan, USA. År 2010 hade countyt 8 485 invånare. Den administrativa huvudorten (county seat) är Manistique. 

## Geografi
Enligt United States Census Bureau har countyt en total area på 4 880 km². 3 051 km² av den arean är land och 1 829 km² är vatten.   

### Angränsande countyn
- Luce County - nordost
- Mackinac County - sydost
- Delta County - sydväst
- Alger County - nordväst